# Fritz Dopfer
Fritz Dopfer (* 24. August 1987 in Innsbruck) ist ein ehemaliger deutsch-österreichischer Skirennläufer, der auf die Disziplinen Riesenslalom und Slalom spezialisiert war. Sein größter Erfolg ist der Gewinn der Silbermedaille im Slalom bei den Weltmeisterschaften 2015. Dopfer ist ausgebildeter Zollwachtmeister und gehörte dem Zoll-Ski-Team der deutschen Bundeszollverwaltung an.

## Biografie
Dopfer wurde als Sohn ausgebildeter Skilehrer geboren. Er besitzt die Staatsbürgerschaften Österreichs und Deutschlands, da sein Vater Deutscher und seine Mutter Österreicherin ist. Seine Kindheit verbrachte er zunächst im bayerischen Schongau. Als er zehn Jahre alt war, zogen die Eltern mit ihm nach Tirol, wo er sich zu einem talentierten Nachwuchsskifahrer entwickelte. Dopfer besuchte das Skigymnasium in Stams, das er 2007 mit der Matura abschloss. Er wurde in den B-Kader des Österreichischen Skiverbandes aufgenommen und bestritt sechs Rennen im Europacup. In seiner Altersklasse Jugend II wurde er 2006 österreichischer Juniorenmeister im Slalom und 2007 im Riesenslalom. Bei den Juniorenweltmeisterschaften 2007 in Zauchensee fuhr er im Slalom und im Riesenslalom jeweils auf den siebten Platz, in der Kombination wurde er Fünfter.

### Wechsel zum Deutschen Skiverband
Im Frühjahr 2007 wechselte Dopfer zum Deutschen Skiverband. Mit diesem Schritt versprach er sich bessere Entwicklungschancen. Zum Auftakt der Saison 2007/08 feierte Dopfer im Riesentorlauf von Sölden sein Weltcupdebüt, verfehlte aber mit Rang 51 die Qualifikation für den Finaldurchgang. Im Januar 2008 folgte mit Platz 2 im Riesenslalom von Hinterstoder der erste Podestplatz im Europacup. Im März 2009 wurde Dopfer deutscher Meister im Slalom und ein Jahr später im Riesenslalom. In der Saison 2010/11 erreichte er mit drei zweiten Plätzen Rang drei in der Riesenslalomwertung sowie Platz vier im Europacup-Gesamtklassement. Am 30. Januar 2010 fuhr er beim Riesenslalom in Kranjska Gora auf Platz 17 und gewann damit erstmals Weltcuppunkte. Das beste Weltcupergebnis in der folgenden Saison 2010/11 war ein zwölfter Platz im Riesenslalom von Kranjska Gora.
Bei den Weltmeisterschaften 2011 in Garmisch-Partenkirchen, seinem ersten Großereignis, wurde er als jeweils bester Deutscher 15. im Riesenslalom und 21. im Slalom. Zum Saisonfinale in Lenzerheide gewann er am 20. März 2011 im deutschen Team den nur zum Nationencup zählenden Teambewerb vor Italien und Österreich. Am Ende der Saison 2010/11 wurde er zum zweiten Mal deutscher Slalommeister. Am 4. Dezember 2011 erzielte Dopfer seine erste Podestplatzierung im Weltcup, als er in Beaver Creek im Riesenslalom auf den dritten Platz fuhr. Es war der erste Weltcup-Podestplatz eines deutschen Skirennläufers in dieser Disziplin seit Tobias Barnerssoi am 8. Januar 1994. Ebenfalls Dritter wurde Dopfer fünf Wochen später beim Lauberhornslalom in Wengen. Damit kam er in der Saison 2011/12 erstmals unter die besten 10 im Slalom- und Riesenslalomweltcup sowie unter die besten 20 im Gesamtweltcup.
Am 12. Januar 2013 wurde er im Riesentorlauf von Adelboden Zweiter und landete damit abermals auf dem Podest. Bei den Weltmeisterschaften 2013 in Schladming konnte Dopfer mit Bronze im Mannschaftswettbewerb seine erste WM-Medaille gewinnen. Beim Saisonfinale gewann er am 15. März 2013 in Lenzerheide im deutschen Team erneut den (allerdings nur zum Nationencup zählenden) Mannschaftsbewerb vor Schweden und Italien. Im Jahr darauf qualifizierte er sich mit mehreren Top-10-Ergebnissen im Weltcup erstmals für die Teilnahme an den Olympischen Winterspielen. Bei den Wettkämpfen in Rosa Chutor erreichte er im Slalom den vierten Platz, wobei er nur fünf Hundertstelsekunden hinter Bronzemedaillengewinner Henrik Kristoffersen zurücklag. Zwei Wochen später wurde er beim Weltcuptorlauf von Kranjska Gora Zweiter hinter Felix Neureuther. Es war dies Dopfers einziger Podestplatz der Saison 2013/14 und der erste deutsche Doppelsieg bei den alpinen Herren in der Weltcupgeschichte.

### Slalom-Silbermedaille bei der Weltmeisterschaft
Die Saison 2014/15 verlief für Dopfer bisher am erfolgreichsten. Vor den Skiweltmeisterschaften 2015 in Vail/Beaver Creek war er in sämtlichen technischen Rennen (13 Slaloms und Riesenslaloms) nie schlechter als Zehnter und erreichte drei zweite Plätze. Die beste Chance auf seinen ersten Weltcupsieg hatte er am 11. Januar 2015 im Slalom von Adelboden, als er nach dem ersten Lauf führte, dann aber noch um 0,02 Sekunden von Stefano Gross abgefangen wurde. Bei den Weltmeisterschaften musste Dopfer wegen Rückenschmerzen auf seine Teilnahme am Mannschaftswettbewerb verzichten und landete auch im Riesenslalom nur auf Rang 15. Jedoch wurde er im abschließenden Slalomrennen Vizeweltmeister hinter Jean-Baptiste Grange und sicherte sich damit seine erste WM-Einzelmedaille. Danach gelang ihm im letzten Riesenslalom der Saison in Méribel noch ein weiterer zweiter Platz. Am Ende belegte er Rang vier im Riesenslalomweltcup; im Gesamt- und Slalomweltcup wurde er jeweils Fünfter.
Nach einer durchwachsenen ersten Saisonhälfte 2015/16 erreichte Dopfer am 24. Januar 2016 beim Slalom-Klassiker in Kitzbühel nach Bestzeit im ersten Durchgang den dritten Platz und damit sein insgesamt neuntes Weltcup-Podium. Auch beim Slalom und Riesenslalom in Yuzawa Naeba stand Dopfer nach dem ersten Lauf an der Spitze des Klassements, fiel jedoch jeweils zurück und verpasste damit weitere Chancen auf seinen ersten Weltcupsieg. Am 20. November 2016 erlitt Fritz Dopfer bei einem Sturz im Training im Zillertal einen Schien- und Wadenbeinbruch und fiel damit nach nur zwei bestrittenen Rennen für den Rest der Weltcup-Saison 2016/17 und für die Weltmeisterschaften in St. Moritz aus.
Sein internationales Comeback gab Dopfer am 12. November 2017 in Levi. Dabei landete er als 15. im Mittelfeld. Im Slalom von Val-d’Isère konnte er Mitte Dezember als Siebenter wieder unter die besten zehn fahren. Dies gelang ihm auch beim City Event in Oslo am 1. Januar 2018. Bei den Olympischen Winterspielen 2018 in Pyeongchang lief er als 22. im Slalom-Rennen und als 26. im Riesenslalom seinen Ansprüchen erneut hinterher. Mit dem Team beendete er den Mannschaftswettbewerb aber schließlich auf Rang fünf. Am 25. März 2018 wurde Dopfer Deutscher Meister im Slalom. Im Weltcup verpasste Dopfer in der Folge jedoch meist die Qualifikation oder schied bereits in Durchgang eins aus.
Nachdem er zum Weltcup-Abschluss in Kranjska Gora erstmals wieder den zweiten Durchgang ohne Ausscheiden überstand, jedoch nur im hinteren Feld landete, gewann er das Rennen im NorAm-Cup am Burke Mountain in den Vereinigten Staaten. Bei der Zoll-Ski-WM 2019 gewann Dopfer die Goldmedaille im Slalom. Zuvor war er im Riesenslalom auf den 11. Platz gefahren. Zuvor hatte er bei den Deutschen Meisterschaften in Schongau als Vierter des Slaloms und Sechster im Riesenslalom eine Medaille verpasst.
Am 13. März 2020 gab Dopfer seinen Rücktritt vom Leistungssport bekannt. Vom 1. September 2020 an ist Dopfer Mitglied des Weltcup-Organisationskomitees Garmisch-Partenkirchen. Er ist Botschafter des Vereins Athletes for Ukraine.

## Erfolge

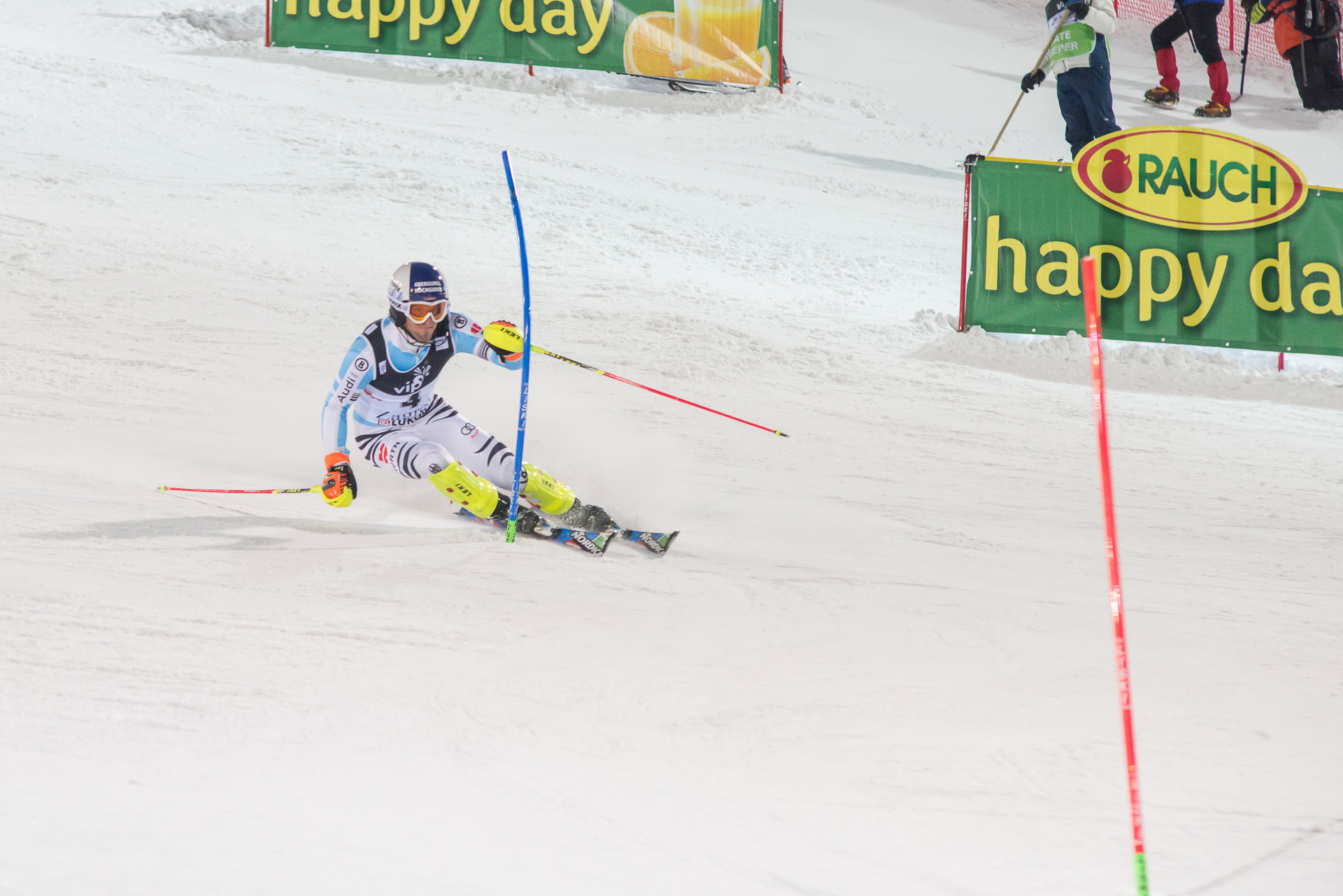
Fritz Dopfer beim Weltcup-Slalom von Zagreb (2015)

### Olympische Spiele
- Sotschi 2014: 4. Slalom, 12. Riesenslalom
- Pyeongchang 2018: 5. Mannschaftswettbewerb, 22. Slalom, 26. Riesenslalom

### Weltmeisterschaften
- Garmisch-Partenkirchen 2011: 15. Riesenslalom, 21. Slalom
- Schladming 2013: 3. Mannschaftswettbewerb, 7. Riesenslalom, 7. Slalom
- Vail/Beaver Creek 2015: Vizeweltmeister: 2. Slalom, 15. Riesenslalom

### Weltcup
- 25 Platzierungen unter den besten fünf in Einzelrennen, davon 9 Podestplätze
- 4 Podestplätze bei Mannschaftswettbewerben, davon 2 Siege

### Weltcupwertungen
| Saison  | Gesamt | Gesamt | Riesenslalom | Riesenslalom | Slalom | Slalom |
| Saison  | Platz  | Punkte | Platz        | Punkte       | Platz  | Punkte |
| ------- | ------ | ------ | ------------ | ------------ | ------ | ------ |
| 2009/10 | 122.   | 14     | 38.          | 14           | –      | –      |
| 2010/11 | 70.    | 111    | 30.          | 49           | 30.    | 62     |
| 2011/12 | 20.    | 518    | 7.           | 231          | 8.     | 287    |
| 2012/13 | 11.    | 490    | 9.           | 182          | 7.     | 308    |
| 2013/14 | 11.    | 503    | 7.           | 230          | 7.     | 273    |
| 2014/15 | 5.     | 797    | 4.           | 346          | 5.     | 451    |
| 2015/16 | 17.    | 483    | 21.          | 144          | 7.     | 339    |
| 2016/17 | 102.   | 36     | 54.          | 4            | 37.    | 32     |
| 2017/18 | 43.    | 162    | 28.          | 47           | 23.    | 115    |
| 2018/19 | 113.   | 26     | 39.          | 22           | 56.    | 4      |
| 2019/20 | 143.   | 10     | –            | –            | 53.    | 10     |

### Europacup
- Saison 2010/11: 4. Gesamtwertung, 3. Riesenslalomwertung
- 4 Podestplätze

### Nor-Am Cup
- 3 Podestplätze, davon 1 Sieg:

| Datum         | Ort            | Land | Disziplin |
| ------------- | -------------- | ---- | --------- |
| 15. März 2019 | Burke Mountain | USA  | Slalom    |

### Juniorenweltmeisterschaften
- Québec 2006: 9. Riesenslalom, 24. Abfahrt
- Flachau/Altenmarkt 2007: 5. Kombination, 7. Riesenslalom, 7. Slalom, 10. Super-G, 17. Abfahrt

### Weitere Erfolge
- 8 deutsche Meistertitel (Slalom 2009, 2011, 2013, 2016 und 2018; Riesenslalom 2010, 2016 und 2018)
- 2 österreichische Jugendmeistertitel
- 9 Siege in FIS-Rennen
- 1 Sieg im South America Cup

## Privates
Dopfer war von 2012 bis 2024 mit der Skirennläuferin Lena Dürr liiert.